# Canton de l'Ouest agenais
Le canton de l'Ouest agenais est une circonscription électorale française du département de Lot-et-Garonne.

## Histoire
Un nouveau découpage territorial de Lot-et-Garonne entre en vigueur à l'occasion des élections départementales de 2015. Il est défini par le décret du 26 février 2014, en application des lois du 17 mai 2013 (loi organique 2013-402 et loi 2013-403). Les conseillers départementaux sont, à compter de ces élections, élus au scrutin majoritaire binominal mixte. Les électeurs de chaque canton élisent au Conseil départemental, nouvelle appellation du Conseil général, deux membres de sexe différent, qui se présentent en binôme de candidats. Les conseillers départementaux sont élus pour 6 ans au scrutin binominal majoritaire à deux tours, l'accès au second tour nécessitant 12,5 % des inscrits au 1er tour. En outre la totalité des conseillers départementaux est renouvelée. Ce nouveau mode de scrutin nécessite un redécoupage des cantons dont le nombre est divisé par deux avec arrondi à l'unité impaire supérieure si ce nombre n'est pas entier impair, assorti de conditions de seuils minimaux. En Lot-et-Garonne, le nombre de cantons passe ainsi de 40 à 21.
Le canton de l'Ouest agenais est formé de communes des anciens cantons de Laplume (9 communes) et d'Agen-Nord (2 communes). Il est entièrement inclus dans l'arrondissement d'Agen. Le bureau centralisateur est situé à Colayrac-Saint-Cirq.

## Représentation
| Période élective | Période élective | Mandat | Mandat   | Identité          | Nuance | Nuance | Qualité                                                                                             |
| ---------------- | ---------------- | ------ | -------- | ----------------- | ------ | ------ | --------------------------------------------------------------------------------------------------- |
| 2015             | 2021             | 2015   | 2021     | Jean Dreuil       |        | PS     | Comptable, Maire de Sérignac-sur-Garonne Ancien conseiller général du Canton de Laplume (2008-2015) |
| 2015             | 2021             | 2015   | 2021     | Françoise Laurent |        | PS     | Retraitée à Aubiac, conseillère municipale depuis 2020                                              |
| 2021             | 2028             | 2021   | en cours | Françoise Laurent |        | PS     | Conseillère sortante                                                                                |
| 2021             | 2028             | 2021   | en cours | Paul Vo Van       |        | EELV   | Architecte et urbaniste, Moirax                                                                     |

### Résultats détaillés

#### Élections de mars 2015
À l'issue du 1er tour des élections départementales de 2015, deux binômes sont en ballottage : Lucile Amalric et Henri Brunet (FN, 27,35 %) et Jean Dreuil et Françoise Laurent (PS, 23,24 %). Le taux de participation est de 60,09 % (7 626 votants sur 12 691 inscrits) contre 57,81 % au niveau départemental et 50,17 % au niveau national.
Au second tour, Jean Dreuil et Françoise Laurent (PS) sont élus avec 55,45 % des suffrages exprimés et un taux de participation de 60,83 % (3 828 voix pour 7 719 votants et 12 690 inscrits).

#### Élections de juin 2021
Le premier tour des élections départementales de 2021 est marqué par un très faible taux de participation (33,26 % au niveau national). Dans le canton de l'Ouest agenais, ce taux de participation est de 36,77 % (4 900 votants sur 13 327 inscrits) contre 39,29 % au niveau départemental. À l'issue de ce premier tour, deux binômes sont en ballottage : Françoise Laurent et Paul Vo Van (Union à gauche, 33,83 %) et Pascal de Sermet et Céline Petit (DVD, 25,39 %).
Le second tour des élections est marqué une nouvelle fois par une abstention massive équivalente au premier tour. Les taux de participation sont de 34,36 % au niveau national, 41,08 % dans le département et 36,49 % dans le canton de l'Ouest agenais. Françoise Laurent et Paul Vo Van (Union à gauche) sont élus avec 50,99 % des suffrages exprimés (2 230 voix pour 4 864 votants et 13 329 inscrits),,.

## Composition
Le canton de l'Ouest agenais comprend onze communes entières.
| Nom                                         | Code Insee | Intercommunalité        | Superficie (km2) | Population (dernière pop. légale) | Densité (hab./km2) | Modifier                                    |
| ------------------------------------------- | ---------- | ----------------------- | ---------------- | --------------------------------- | ------------------ | ------------------------------------------- |
| Colayrac-Saint-Cirq (bureau centralisateur) | 47069      | CA Agglomération d'Agen | 21,36            | 3 106 (2022)                      | 145                | modifier les données · modifier les données |
| Aubiac                                      | 47016      | CA Agglomération d'Agen | 13,86            | 1 177 (2022)                      | 85                 | modifier les données · modifier les données |
| Brax                                        | 47040      | CA Agglomération d'Agen | 8,80             | 2 103 (2022)                      | 239                | modifier les données · modifier les données |
| Estillac                                    | 47091      | CA Agglomération d'Agen | 7,94             | 2 392 (2022)                      | 301                | modifier les données · modifier les données |
| Laplume                                     | 47137      | CA Agglomération d'Agen | 32,64            | 1 335 (2022)                      | 41                 | modifier les données · modifier les données |
| Marmont-Pachas                              | 47158      | CA Agglomération d'Agen | 7,96             | 165 (2022)                        | 21                 | modifier les données · modifier les données |
| Moirax                                      | 47169      | CA Agglomération d'Agen | 16,20            | 1 199 (2022)                      | 74                 | modifier les données · modifier les données |
| Roquefort                                   | 47225      | CA Agglomération d'Agen | 7,53             | 2 091 (2022)                      | 278                | modifier les données · modifier les données |
| Saint-Hilaire-de-Lusignan                   | 47246      | CA Agglomération d'Agen | 16,77            | 1 509 (2022)                      | 90                 | modifier les données · modifier les données |
| Sainte-Colombe-en-Bruilhois                 | 47238      | CA Agglomération d'Agen | 21,15            | 1 552 (2022)                      | 73                 | modifier les données · modifier les données |
| Sérignac-sur-Garonne                        | 47300      | CA Agglomération d'Agen | 8,91             | 1 178 (2022)                      | 132                | modifier les données · modifier les données |
| Canton de l'Ouest agenais                   | 4715       |                         | 163,12           | 17 807 (2022)                     | 109                | modifier les données                        |

## Démographie
En 2022, le canton comptait 17 807 habitants, en évolution de +4,19 % par rapport à 2016 (Lot-et-Garonne : −0,18 %, France hors Mayotte : +2,11 %).
| 2013   | 2018   | 2022   |
| ------ | ------ | ------ |
| 16 743 | 17 354 | 17 807 |